# (79995) 1999 FB15
(79995) 1999 FB15 là một tiểu hành tinh vành đai chính. Nó được phát hiện bởi Kitt Peak ngày 19 tháng 03 năm 1999.